# Мошкова, Татьяна Сергеевна
Татья́на Серге́евна Мошко́ва (род. 13 августа 1987, Ленинград) — российский режиссёр-аниматор. Сестра-близнец Марины Мошковой.

## Биография[1]
Родилась 13 августа 1987 года в Ленинграде.
Вместе с ней появилась на свет её сестра Марина, которая так же связала свою жизнь с анимацией. Сестры с ранних лет увлекались рисованием и знали, что их профессия непременно будет связана с изобразительным искусством.
Кино и театр присутствовали в жизни девушек с самого детства. Папа по профессии звукорежиссер, а мама - театральный критик. Родители постоянно брали дочерей в кино, театры, музеи, показывали все закулисье. Бесконечная атмосфера искусства не могла не повлиять на девочек.
В 2006 году окончила рисовальные курсы при Санкт-Петербургской Академии художеств.
В 2009 году окончила Санкт-Петербургский государственный институт кино и телевидения по специальности «режиссура анимации и компьютерной графики», мастерская Сергея Михайловича Овчарова.
Сестры Мошковы совместно занимались созданием мультипликационных фильмов: «Проходной двор» (2007 г.), «Ночные огни» (2012 г.), «Провода» (2014 г.). Фильм «Провода» получил около двадцати наград различной степени важности, от дипломов 3-й степени до Гран-При: Приз зрительских симпатий на CalAniFest в США, Приз за лучший анимационный фильм на Henley Film Festival в Англии, Приз за лучший зарубежный анимационный фильм на Sardinia Film Festival в Италии, Гран-При на XII Международном Кинофестивале Православного Кино «Покров» в Украине и так далее.
Автор фильмов: «Смеховорот» (2007 г.), «Большое Сердце» (2010 г.). В 2017 году Татьяна выпустила короткометражный мультфильм совместно со студией «Союзмультфильм» - четырёх минутную комедию «Кокоша». «Кокоша» стал лучшим анимационным фильмом для детей на 25 Штутгартском Международном Фестивале Анимационного кино (2018 г.). Фильм является призреим Анимационного фестиваля Zebra в Словении, а также Leeds Young Film 2018 (Великобритания).
Работает постоянным режиссёром на студии анимации «Петербург» с 2015 года. Как режиссер занимается реализацией следующих проектов:  «Дракоша Тоша», «Малышарики» и «Супер МЯУ».

## Фильмография

### Режиссёр-постановщик
- 2007 — Проходной двор
- 2007 — Смеховорот
- 2010 — Большое сердце
- 2012 — Ночные огни
- 2014 — Провода
- 2017 — Кокоша

### Режиссёр серий
- 2015—наст. время — Малышарики
- 2017—2019 — Дракоша Тоша
- 2020—наст. время — Супер МЯУ
- 2022—наст. время — Тима и Тома

### Сценарист
- 2022—наст. время — Тима и Тома

### Художник-аниматор
- 2007 — Проходной двор
- 2007 — Смеховорот
- 2010 — Большое сердце
- 2014 — Провода
- 2015 — Мужчина познакомится
- 2015 — Люк

## Награды[4]
- 21 июля 2014 В "Орленке" в 18-й раз прошёл Всероссийский фестиваль визуальных искусств. Диплом лауреата I степени за «Отражение актуальных проблем современности» - «Провода» (киностудия «КиноМельница», г. Санкт-Петербург, 2014, режиссеры Марина Мошкова , Татьяна Мошкова)
- 3 августа 2015 — «Провода" стали победителями конкурса короткометражного кино «Окно в Интернет».
- 15 декабря 2014 — XIX-й фестиваль «Золотая рыбка» раздал призы. Фильм «Провода», Россия, режиссеры Марина Мошкова и Татьяна Мошкова, студия «КиноМельница»,
- 26 октября 2014 — Фильм «Провода» (режиссеры Татьяна Мошкова и Марина Мошкова ) получил Гран-при XII Международного фестиваля православного кино «Покров» в Киеве (Украина).